# Bezirk Jaroslau
Bezirk Jaroslau – dawny powiat (Bezirk) kraju koronnego Królestwo Galicji i Lodomerii, funkcjonujący w latach 1854–1867. Siedzibą starostwa było miasto Jaroslau (Jarosław).

## Historia
Bezirk Jaroslau utworzono w ramach reformy uwłaszczeniowej z okresu Wiosny Ludów (1848–1849), która likwidowała jurysdykcję właściciela ziemskiego nad poddanymi. W Galicji, dominium – jako podstawowa jednostka administracyjna i filar systemu feudalnego straciło rację bytu. Konieczne stało się zatem wprowadzenie nowego systemu administracyjnego, którego zręby powstały w latach 1851–1855. Nowy trójstopniowy podział administracyjny objął 21 cyrkułów (niem. Kreise), 179 małych powiatów (niem. Bezirke) i ponad 6000 gmin (niem. Gemeinde). 
Bezirk Jaroslau objął obszar o wielkości 5,1 mil², zamieszkany był przez 29.997 ludzi i podzielony na 45 gmin katastralnych, w tym jedno miasto (Jaroslau) i jedno miasteczko (Pruchnik). Wszedł w skład cyrkułu przemyskiego, jako jeden z jego dziewięciu powiatów.
Po nadaniu Galicji autonomii oraz powołaniu samorządu gminnego i powiatowego w 1865 zlikwidowano cyrkuły (Kreise). Dotychczasowe małe powiaty (Bezirke) w liczbie 179, utrzymały się do 1867 roku, kiedy to w następstwie kolejnej reformy administracyjnej (23 stycznia 1867) zostały zastąpione przez 74 większych powiatów. Obszar zniesionego Bezirk Jaroslau wszedł wtedy w całości skład nowego powiatu jarosławskiego.

## Podział administracyjny (1854)
| Lp. | Gmina jednostkowa             | Powierzchnia | Ludność | Powiat w 1867 po zniesieniu |
| --- | ----------------------------- | ------------ | ------- | --------------------------- |
| 1   | Jaroslau (M)                  | 3993         | 8922    | jarosławski                 |
| 2   | Boratyn                       | 1125         | 495     | jarosławski                 |
| 3   | Bystrowice                    | 711          | 281     | jarosławski                 |
| 4   | Chłopice                      | 935          | 384     | jarosławski                 |
| 5   | Cieszacin Mały                | 1161         | 206     | jarosławski                 |
| 6   | Cieszacin Wielki z Kisielowem | 1317         | 617     | jarosławski                 |
| 7   | Hawłowice Górne               | 790          | 253     | jarosławski                 |
| 8   | Jodłówka                      | 1615         | 622     | jarosławski                 |
| 9   | Hawłowice Dolne               | 963          | 390     | jarosławski                 |
| 10  | Rozbórz Okrągły               | 963          | 390     | jarosławski                 |
| 11  | Świebodna                     | 804          | 412     | jarosławski                 |
| 12  | Jankowice                     | 785          | 217     | jarosławski                 |
| 13  | Kidałowice                    | 1159         | 293     | jarosławski                 |
| 14  | Kramarzówka z Prosną          | 3546         | 910     | jarosławski                 |
| 15  | Łowce                         | 1888         | 680     | jarosławski                 |
| 16  | Morawsko                      | 1048         | 514     | jarosławski                 |
| 17  | Ożańsko                       | 672          | 167     | jarosławski                 |
| 18  | Munina z Głęboką              | 2280         | 750     | jarosławski                 |
| 19  | Pawłosiów                     | 2158         | 534     | jarosławski                 |
| 20  | Tywonia                       | 587          | 128     | jarosławski                 |
| 21  | Cząstkowice                   | 733          | 285     | jarosławski                 |
| 22  | Czudowice                     | 519          | 188     | jarosławski                 |
| 23  | Łapajówka                     | 351          | 216     | jarosławski                 |
| 24  | Pruchnik (m) ze Wsią          | 2783         | 2190    | jarosławski                 |
| 25  | Pełnatycze                    | 1002         | 402     | jarosławski                 |
| 26  | Rożniatów                     | 989          | 365     | jarosławski                 |
| 27  | Wola Roźwienicka              | 1406         | 388     | jarosławski                 |
| 28  | Zarzecze                      | 1108         | 446     | jarosławski                 |
| 29  | Rzeplin z Wólką               | 1098         | 403     | jarosławski                 |
| 30  | Rozbórz Długi                 | 975          | 340     | jarosławski                 |
| 31  | Rączyna                       | 2138         | 687     | jarosławski                 |
| 32  | Rudołowice z Mokrą            | 1912         | 405     | jarosławski                 |
| 33  | Rokietnica                    | 4835         | 1441    | jarosławski                 |
| 34  | Roźwienica                    | 995          | 291     | jarosławski                 |
| 35  | Surochów                      | 2251         | 993     | jarosławski                 |
| 36  | Koniaczów                     | 457          | 189     | jarosławski                 |
| 37  | Sobiecin                      | 543          | 458     | jarosławski                 |
| 38  | Szczytna                      | –            | –       | jarosławski                 |
| 39  | Tuczempy                      | 1835         | 1073    | jarosławski                 |
| 40  | Tuligłowy                     | 1150         | 392     | jarosławski                 |
| 41  | Chorzów z Tyniowicami         | 956          | 428     | jarosławski                 |
| 42  | Węgierka                      | 3080         | 580     | jarosławski                 |
| 43  | Wola Węgierska                | 745          | 473     | jarosławski                 |
| 44  | Więckowice                    | 515          | 137     | jarosławski                 |
| 45  | Czelatyce                     | 1120         | 452     | jarosławski                 |

Objaśnienie:
(M) = miasto; (m) = miasteczko